# アリ・フアト・ジェベソイ

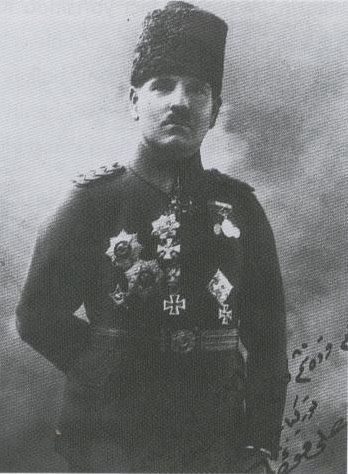
アリ・ファト

アリ・フアト・ジェベソイ（Ali Fuat Cebesoy；1882年9月 – 1968年1月10日）は、オスマン帝国およびトルコの軍人、トルコの政治家。

## 経歴
オスマン帝国最初の建設大臣となったイスマイル・ファーズル・パシャの息子として首都イスタンブールに生まれる。1902年に士官学校に入学、1905年には陸軍大学を首席で卒業。次席はのちのトルコ共和国初代大統領ムスタファ・ケマルだった。学生時代は、イスタンブールのサラジャク地区に住んでいたため、サラジャクル・アリ・フアドと呼ばれた。
ベイルートやテッサロニキでの勤務ののち1907年に少尉に任官。ローマでの駐在武官勤務を経て、バルカン戦争に従軍。ヨアニナ防衛戦で格別の功績を挙げ、中佐に昇進。第一次世界大戦では師団長となる。1915年に大佐、1917年に少将に昇進。1918年、ケマルの第3軍で第20軍団長、後にシリア・パレスチナ戦線のアフメト・ジェマル・パシャの第4軍で第8軍団長を務める。大戦末期、在シリア・トルコ軍の残余部隊を指揮。
トルコ独立戦争では西アナトリアでギリシャ進駐軍に対する抵抗運動を組織する。1920年のスィヴァス会議で代表委員会から軍総司令官に指名される。ケマルらトルコ大国民議会派がアンカラを首都に選定したのはアリ・フアトが組織した軍事力を背景としていた。同年大国民議会の議員に選出される。軍の一方の実力者イスメト・イノニュと対立し、また総司令官職がケマルに移ったため、1921年3月駐モスクワ大使に任命され、土ソ交渉に参加。ウラジーミル・レーニンやヨシフ・スターリンとの協議の後、モスクワ条約に調印した。バトゥミをソ連に返還する見返りに軍事・経済援助を取り付け、革命戦争の強力な基盤を得た。帰国後大国民議会副議長に就任。
共和国樹立後も国民議会議員を続ける。1924年に進歩共和党の指導者となり、反ケマル派に加わったが、東部でのクルド人反乱をきっかけに党は解散させられ、さらにイズミルでのケマル暗殺未遂事件を理由に逮捕され、政界から追放された。また大将を最後に軍も退役した。
1931年にコンヤ選挙区から立候補して当選し政界に復帰。1934年の創姓法施行に際し「ジェベソイ」を名乗る。ケマル・アタテュルク死後の1939年から1943年に建設大臣、1943年から1946年には運輸大臣を歴任。1948年、トルコ大国民議会議長を務める。1950年には最初の自由選挙に民主党から立候補して当選。1960年の軍事クーデターの際、他の民主党員とともに短期間拘束されたが釈放され、政界を引退。遺言により独立戦争で最初にギリシャ軍と交戦した地であるサカリヤ県ゲイヴェ郡にあるアリファトパシャ町の中央モスクの中庭に埋葬された。1980年の軍事クーデターののち、墓標がアンカラの国家墓地に建てられたが遺体の移送は行われなかった。